# Carcharhinus amboinensis
Carcharhinus amboinensis là một loài cá mập trong chi Carcharhinus. Loài cá mập này phân bố ở vùng biển ấm gần bờ ở miền đông Đại Tây Dương và miền tây Ấn Độ Dương-Thái Bình Dương.
Chúng thích vùng nước thích nông, môi trường tối tăm với đáy mềm, và có xu hướng đi lang thang trong một khu vực khá cục bộ. Với cơ thể đồ sộ màu xám, đôi mắt nhỏ và ngắn, mõm nhọn, chúng trông gần giống như (và thường bị nhầm lẫn với) cá mập bò (C. leucas) được biết đến nhiều hơn. Hai loài khác nhau về số lượng đốt sống, kích thước tương đối của các vây lưng và những đặc điểm tinh tế khác. Loài cá mập này thường đạt đến chiều dài của 1,9-2,5 m. Chúng là một động vật ăn thịt đầu bảng chủ yếu săn mồi ở tầng thấp trong cột nước. Chúng có chế độ ăn đa dạng, bao gồm chủ yếu cá xương và cá sụn và cũng có thể bao gồm cả động vật giáp xác, động vật thân mềm, rắn biển và cá voi.